# Arbuste de Hanoucca
 (juillet 2024).

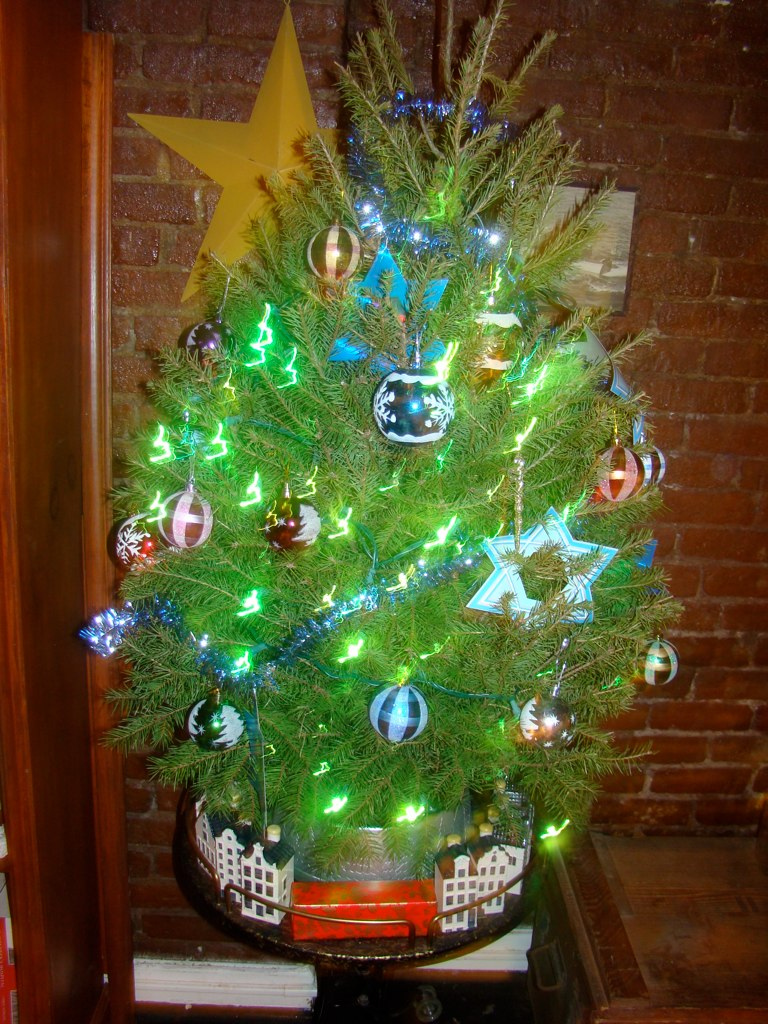
Un "arbuste de Hanoucca" que certaines familles juives exposent dans leurs maisons pendant la durée de Hanoucca et de Noël. Il utilise une étoile de David plutôt que des décorations à thème chrétien.

Un arbuste de Hanoucca est un buisson ou un arbre — réel ou artificiel — que certaines familles juives en Amérique du Nord exposent dans leurs maisons pendant la durée de Hanoucca. À toutes fins pratiques, il peut s'agir d'un arbre de Noël avec des ornements à thème juif. Il est associé à Hannoël,.

## Pratique
La coutume de l'arbuste de Hanoucca est une source de discorde entre les Juifs qui le considèrent, surtout dans ses manifestations ressemblant à une ménorah, comme un symbole distinctement juif, et ceux qui le voient comme une variation assimilationniste de l'arbre de Noël — surtout quand il est indiscernable de ce dernier. Ce dernier groupe s'inquiète de voir des Juifs s'éloigner progressivement des traditions théologiques juives pour s'immerger dans les traditions chrétiennes.[réf. nécessaire]
Comme célébré en Amérique du Nord, Hanoucca syncrétise souvent certaines coutumes séculières de Noël. L'une de ces coutumes est l'arbre de Noël. Tous les Juifs ne perçoivent pas les arbres de Noël de la même manière. Anita Diamant déclare : "Quand [un Juif] regarde un arbre de Noël, il ou elle peut voir deux mille ans de persécution virulente par les chrétiens contre les Juifs."
Les arbustes de Hanoucca sont généralement découragés aujourd'hui par la plupart des rabbins, mais certains rabbins réformistes, reconstructionnistes et conservateurs plus libéraux ne s'y opposent pas, même aux arbres de Noël. En réponse à la question "Est-il acceptable pour une famille juive d'avoir un arbre de Noël," le rabbin Ron Isaacs écrivait en 2003 : « Aujourd'hui, il est clair pour moi que l'arbre est devenu un symbole séculier de la fête de Noël commerciale américaine, et non de la naissance de Jésus. Donc, avoir ou non un arbre dépend du caractère et du jugement de chaque famille individuelle. Il y a certainement des familles juives qui estiment pouvoir avoir un arbre dans la maison sans adhérer à l'élément chrétien de la fête. »
Ces commentaires reflètent l'histoire de l'arbuste de Hanoucca, mais l'usage actuel de cette expression et de cette coutume est plutôt une plaisanterie : ce n'est pas vraiment important en tant que coutume en soi (bien que beaucoup le fassent encore), mais c'est amusant à mentionner lorsque des non-Juifs demandent si vous en avez un. Une plaisanterie similaire parmi les Juifs américains pendant la période de Noël inclut la tradition de manger dans un restaurant chinois à Noël, ou de sortir à une soirée "Matzah Ball" la veille de Noël.

## Anecdotes
Dans son livre A Kosher Christmas: 'Tis the Season to Be Jewish (Rutgers University, 2012), l'auteur Rabbi Joshua Eli Plaut cite peut-être la première mention du terme "arbuste de Hanoucca". Henrietta Szold, dans le journal Jewish Messenger daté du 10 janvier 1879, demandait : « Pourquoi devons-nous adopter l'arbre de Noël, ridiculement baptisé un arbuste de Hanoucca ? » Plaut écrit abondamment sur la manière dont les Juifs en Amérique ont introduit une version sécularisée de Noël dans leurs foyers et ont contribué dans le domaine public à façonner les représentations dans les médias et le divertissement dans un esprit similaire.
Lors d'une apparition en 1959 dans l'émission The Ed Sullivan Show, l'actrice Gertrude Berg a décrit la substitution par son père d'un "arbuste de Hanoucca" à la place d'un arbre de Noël.

Une autre dynamique familiale est décrite par Edward Cohen, dans un mémoire sur la vie juive dans le Mississippi des années 1950 : 

« Je me suis souvenu de l'année où j'avais demandé à ma mère un arbre de Noël. Cela m'avait semblé être quelque chose de amusant et inoffensif.... Ma mère a refusé, d'abord patiemment.... Nous avions Hanoucca, une fête militaire mineure transformée par la pression combinée de milliers d'enfants juifs au fil des années en un substitut de Noël.... Mais je voulais un arbre.
Finalement exaspérée, elle a dit qu'il devrait être dans ma chambre avec la porte fermée parce qu'elle ne tolérerait pas un arbre de Noël à sa fenêtre. Il était caractéristique de sa part de ne pas adopter l'approche plus facile de certains parents juifs qui, sans approbation rabbinique, achetaient de petits arbres de Noël trapus et les renommaient arbustes de Hanoucca. Ils mettaient une étoile de David au sommet et accrochaient des petites figurines des guerriers Maccabées et quelques Pères Noël incongrus pour varier. Pour ma mère, ce n'était rien d'autre qu'une ruse agronomique. »

La phrase "buisson de Hanukkah" n'est pas utilisée sérieusement. Elle est généralement comprise comme un prétexte verbal mince, un rappel abrégé que "nous avons un arbre décoré pour la saison des fêtes mais nous ne célébrons pas Noël". Peter W. Williams écrit :

« Certains Juifs, désireux d'imiter les coutumes des non-Juifs et avec une pointe d'ironie, ajoutent un "arbuste de Hanoucca", ou substitut de l'arbre de Noël, et reçoivent même des visites de "Hanoucca Harry" ou "Oncle Max, l'homme de Hanoucca", clairs homologues d'une figure de Noël bien connue. »

Cela a souvent le goût d'une excuse plaisante, particulièrement envers d'autres Juifs, pour avoir été surpris en train de célébrer une coutume agréable mais pas tout à fait appropriée. Ainsi, nous lisons dans un roman :

« Louis était tellement peu conventionnel que je l'ai surpris en train d'acheter un sapin de Noël une nuit... Louis a essayé de le faire passer pour un arbuste de Hanoucca."
"Tu l'as engueulé?"
"Bien sûr. Alors qu'on le ramenait à la maison. J'ai été impitoyable." »

Le livre pour enfants de Susan Sussman de 1983, Il n'y a pas de chose telle qu'un buisson de Hanoucca, Sandy Goldstein, explore les défis rencontrés non seulement par les familles juives dans une société majoritairement chrétienne, mais aussi les tensions au sein des familles juives concernant la présence ou l'absence d'arbres de fête. Dans l'histoire, un sage grand-père résout le conflit en emmenant Robin, un enfant sans arbre, à une fête de Noël organisée par son syndicat. Cet acte met en évidence la distinction faite dans le livre entre le fait de partager la fête de Noël (ce qui est accepté) et de l'observer (ce qui est remis en question). Robin conclut que peut-être son amie "avait besoin d'un buisson de Hanoucca" parce qu'elle n'avait pas "d'amis qui partageaient avec elle". Une adaptation télévisée du livre a remporté un Emmy Award en 1998.
La chanson de Noël humoristique "I'm A Christmas Tree" de Wild Man Fischer comprend un couplet sur le buisson de Hanoucca, où Fischer chante "Je suis un buisson de Hanoucca", ce qui surprend son partenaire duet, Barry "Dr. Demento" Hansen, qui se corrige rapidement. Le couplet se termine humoristiquement par "J'ai... Je veux dire, je ressemble beaucoup à... UN ARBRE DE NOËL JUIF!! WOW! Mais je ne le suis pas."
Dans une publicité de décembre 1974 dans le New York Times par Saks Fifth Avenue, des marchandises de vacances comprenant un ornement "bagel heureux" sont proposées, adaptées pour être accrochées à un arbre de Noël, un buisson de Hanoucca, ou même autour du cou, au prix de 3,50 $ et peintes et préservées avec du shellac.
Dans une controverse de 1981 concernant une crèche au capitole du Dakota du Sud, un sujet annexe concernait un arbre de Noël orné de dix-sept étoiles de David fabriquées par des étudiants de l'école indienne de Pierre. Le gouverneur William J. Janklow a mentionné avec humour un "buisson de Hanoucca" qu'il envisageait de contribuer, précisant que l'arbre avec les étoiles de David n'était pas destiné à promouvoir les buissons de Hanoucca afin d'éviter d'offenser certains Juifs.
Il est évident qu'un buisson de Hanoucca ne présenterait généralement pas de décorations explicitement liées à des thèmes chrétiens, comme des ornements représentant les mages. Cependant, cette omission n'est pas particulièrement remarquable, car de nombreuses décorations traditionnelles d'arbres de Noël aux États-Unis, telles que les boules colorées et le tinsel, manquent de telles associations. De plus, certains détaillants en ligne vendent même des buissons de Hanoucca artificiels et des toppers d'arbres en forme d'étoile de David.